# Tony Bauer

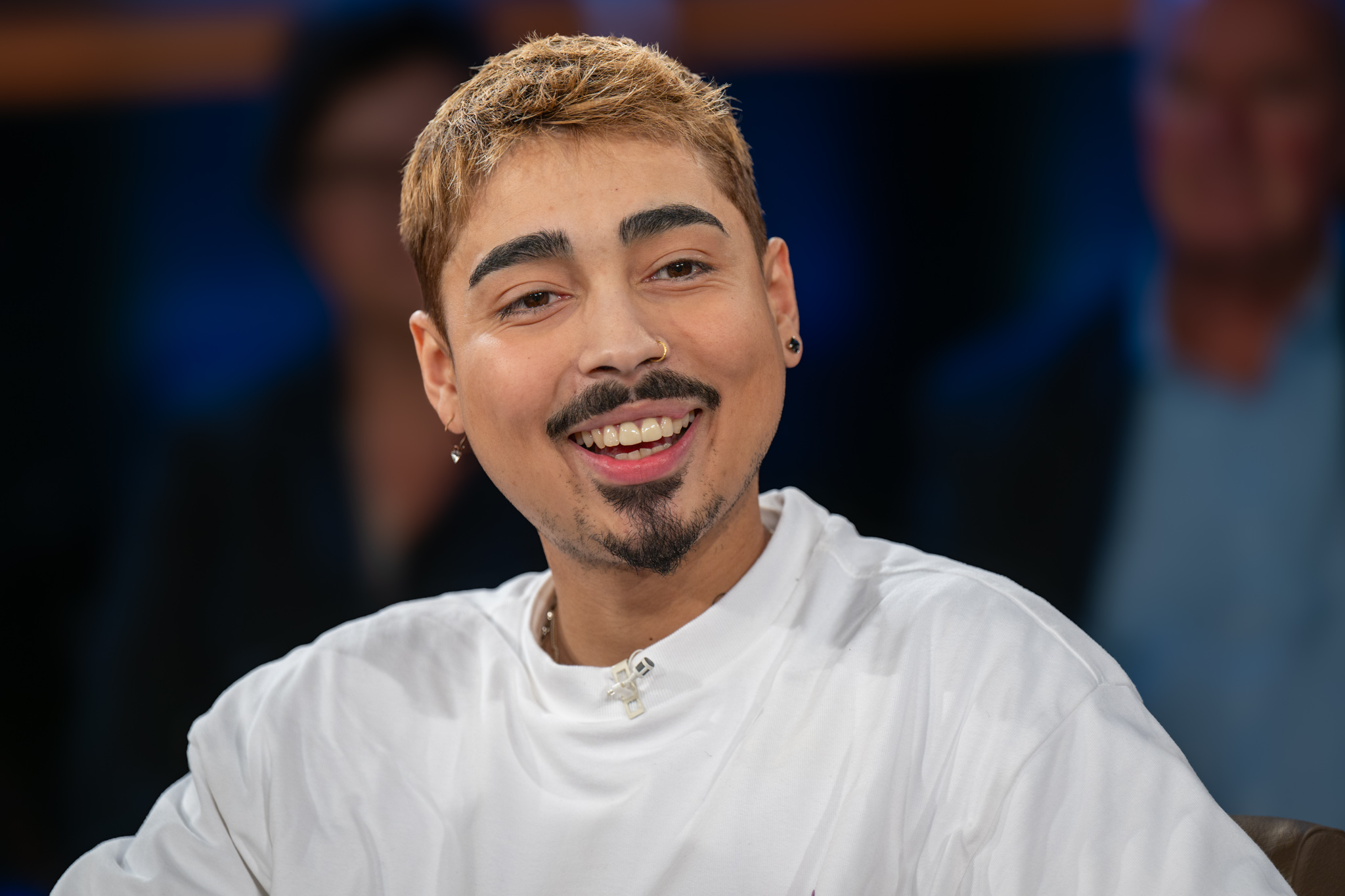
Tony Bauer bei der NDR Talk Show 2024

Anthony „Tony“ Bauer (* 28. Oktober 1995 in Dinslaken) ist ein deutscher Comedian.

## Leben
Tony Bauer hat eine brasilianische Mutter und lernte seinen Vater nie kennen. Er wuchs im Duisburger Stadtteil Marxloh auf, lange Zeit davon bei seinen Großeltern, welche eigentlich die Eltern des ersten Ehemanns seiner Mutter und nicht mit ihm verwandt sind.
2004, als er acht Jahre alt war, wurde er mit starken Bauchschmerzen notfallmäßig im Krankenhaus aufgenommen. Bei ihm wurde eine Darmverschlingung festgestellt, welche dafür gesorgt hatte, dass große Teile des Dünndarms durch eine mangelnde Blutversorgung abgestorben waren. Diese wurden in einer Notoperation entfernt, der Rest wurde vernäht. Seitdem ist er auf eine künstliche Ernährung angewiesen, um Nährstoffe aufnehmen zu können. Eine Dünndarmtransplantation im Jahr 2006 schlug aufgrund von Abstoßungsreaktionen fehl. Aufgrund von Problemen mit der durch das Kurzdarmsyndrom bedingten notwendigen künstlichen Ernährung, für welche Bauer ständig einen Rucksack bei sich trägt und mit dem er per Schlauch verbunden ist, erlitt er im Laufe seines Lebens unter anderem eine Tuberkuloseerkrankung, eine vorübergehende Erblindung und lag drei Mal im Koma.
Bauer begann ein Studium der Ernährungswissenschaften, brach dieses jedoch ab, um Comedian zu werden. Es folgten kleinere Auftritte und die Teilnahme im Format Night Wash, bevor er bei der 1Live-Comedy-Nacht XXL 2022 seinen Durchbruch hatte. 2023 war er beim Kölner Treff im WDR zu Gast und ist im Jahr danach mit seinem ersten Soloprogramm Fallschirmspringer auf Tour. Mit Teilen seines Programms trat er in der Sat.1-Show Die besten Comedians Deutschlands auf.
2024 nahm er zudem an der 17. Staffel der Fernsehshow Let’s Dance des Senders RTL teil, in welcher er mit seiner Tanzpartnerin Anastasia Stan den siebten Platz erreichte, nachdem er aus gesundheitlichen Gründen aus der Sendung ausschied. Weiter ist er in einer Episode der ProSieben-Produktion Rent a Comedian auf joyn zu sehen. Anfang 2025 war Bauer Teil der Jury in der 17. Staffel der RTL-Castingshow Das Supertalent.
Bis 2024 war er neun Jahre mit einer Schulfreundin liiert.

## Auszeichnungen
- 2024: Deutscher Comedypreis in der Kategorie Bester Newcomer[14]